# داگلاس تاونسند
داگلاس تاونسند (انگلیسی: Douglas Townsend؛ ۸ نوامبر ۱۹۲۱ – ۱ اوت ۲۰۱۲) یک آهنگ‌ساز و موسیقی‌شناس اهل ایالات متحده آمریکا بود.
او آهنگسازی، کنترپوان و ارکستراسیون را به‌طور خودآموخته فرا گرفت و بعدها آهنگسازی را در کلاس‌های درس خصوصی با بزرگانی چون تیبور شرلی، اشتفان ولپه، آرون کوپلند، اتو لوئنینگ و فلیکس گرایسله پی گرفت.
وی استاد رشتهٔ موسیقی در کالج بروکلین و دانشگاه شهری نیویورک بود.
از فیلم‌ها یا مجموعه‌های تلویزیونی که وی در آن‌ها نقش داشته‌است می‌توان به ۸ در ۸: سونات شطرنج در ۸ موومان اشاره نمود.